# 56e méridien ouest
En géographie, le 56e méridien ouest est le méridien joignant les points de la surface de la Terre dont la longitude est égale à 56° ouest.

## Géographie

### Dimensions
Comme tous les autres méridiens, la longueur du 56e méridien correspond à une demi-circonférence terrestre, soit 20 003,932 km. Au niveau de l'équateur, il est distant du méridien de Greenwich de 6 234 km,.
Avec le 124e méridien est, il forme un grand cercle passant par les pôles géographiques terrestres.

### Régions traversées
En commençant par le pôle Nord et descendant vers le sud au pôle Sud, Le 56e méridien ouest passe par :
| Coordonnées          | Pays, territoire ou mer | Notes                                                                                                |
| -------------------- | ----------------------- | --- |
| 90° 00′ N, 56° 00′ O | Océan Arctique          | |
| 83° 34′ N, 56° 00′ O | Mer de Lincoln          | |
| 82° 15′ N, 56° 00′ O | Groenland               | Péninsule Nyeboe (en)                                                                                |
| 72° 40′ N, 56° 00′ O | Mer de Baffin           | |
| 70° 00′ N, 56° 00′ O | Détroit de Davis        | |
| 60° 00′ N, 56° 00′ O | Océan Atlantique        | Mer du Labrador                                                                                      |
| 53° 33′ N, 56° 00′ O | Canada                  | Terre-Neuve-et-Labrador — Labrador                                                                   |
| 51° 53′ N, 56° 00′ O | Détroit de Belle Isle   | |
| 51° 35′ N, 56° 00′ O | Canada                  | Terre-Neuve-et-Labrador — Grande Péninsule du Nord sur l'île de Terre-Neuve                          |
| 50° 48′ N, 56° 00′ O | Océan Atlantique        | |
| 50° 00′ N, 56° 00′ O | Canada                  | Terre-Neuve-et-Labrador — île de Terre-Neuve                                                         |
| 47° 30′ N, 56° 00′ O | Baie Fortune            | Passe juste à l'ouest de Île Brunette, Terre-Neuve-et-Labrador, Canada (à 47° 16′ N, 55° 59′ O)      |
| 46° 58′ N, 56° 00′ O | Canada                  | Terre-Neuve-et-Labrador — la pointe de la Péninsule de Burin sur l'île de Terre-Neuve                |
| 46° 57′ N, 56° 00′ O | Océan Atlantique        | Passe juste à l'est de l'île de Saint-Pierre, Saint-Pierre-et-Miquelon (à 46° 46′ N, 56° 10′ O)      |
| 5° 49′ N, 56° 00′ O  | Suriname                | |
| 2° 24′ N, 56° 00′ O  | Brésil                  | Pará                                                                                                 |
| 2° 08′ N, 56° 00′ O  | Suriname                | |
| 1° 50′ N, 56° 00′ O  | Brésil                  | Pará Mato Grosso — from 9° 29′ S, 56° 00′ O Mato Grosso do Sul — from 17° 14′ S, 56° 00′ O           |
| 22° 17′ S, 56° 00′ O | Paraguay                | |
| 27° 20′ S, 56° 00′ O | Argentine               | |
| 28° 30′ S, 56° 00′ O | Brésil                  | Rio Grande do Sul                                                                                    |
| 30° 50′ S, 56° 00′ O | Uruguay                 | Passe juste à l'est de Montevideo (at 34° 53′ S, 56° 09′ O)                                          |
| 34° 52′ S, 56° 00′ O | Océan Atlantique        | |
| 60° 00′ S, 56° 00′ O | Océan Austral           | |
| 63° 08′ S, 56° 00′ O | Antarctique             | l'Île Joinville et l'Île Dundee — Liste des territoires par l' Argentine, le Chili et le Royaume-Uni |
| 63° 34′ S, 56° 00′ O | Océan Austral           | Mer de Weddell                                                                                       |
| 76° 16′ S, 56° 00′ O | Antarctique             | Territoire Liste des territoires par l' Argentine, le Chili et le Royaume-Uni                        |